# Heike Brehmer

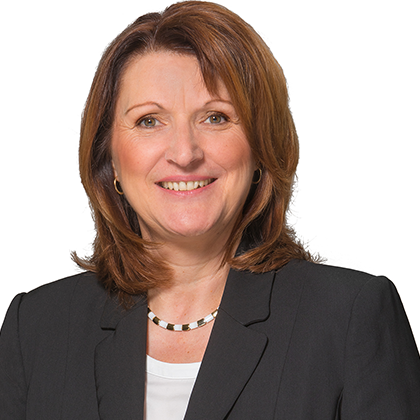
Heike Brehmer

Heike Martina Brehmer (* 5. November 1962 in Staßfurt) ist eine deutsche Politikerin (CDU). Sie war von 2009 bis 2025 Bundestagsabgeordnete. Zuvor war sie von 2003 bis 2007 Landrätin des Landkreises Aschersleben-Staßfurt.

## Leben
Von 1969 bis 1979 besuchte Brehmer die POS Groß Börnecke, welche sie nach der 10. Klasse abschloss. Danach absolvierte sie eine Lehre in der Gastronomie und im Anschluss von 1981 bis 1983 eine Ausbildung zur Kauffrau für Land- und Nahrungsgüterwirtschaft (LNG) und qualifizierte sich später zur Diplom-Betriebswirtin (FH) weiter.
Von 1981 bis 1988 war sie Haushaltssacharbeiterin beim Rat des Kreises Staßfurt. Anschließend war sie bis 1990 Ökonomin in der LPG Tarthun. Von 1990 bis 1994 amtierte sie als Gemeindedirektorin in Tarthun und 1994 bis 2003 Leiterin des gemeinsamen Verwaltungsamtes Bördeaue. Sie leitete von 2008 bis 2009 als Geschäftsführerin das Studentenwerk Magdeburg.

## Partei und Politik
1989 trat sie der CDU bei. Von 1999 bis 2003 war sie Vorsitzende des Kreistages Aschersleben-Staßfurt, dem sie bereits seit 1990 angehörte.
Am 27. April 2003 wurde sie in der Stichwahl 61,4 % als Nachfolgerin von Thomas Leimbach zur Landrätin des Landkreises Aschersleben-Staßfurt gewählt. Am 22. April 2007 trat Heike Brehmer als CDU-Kandidatin für den Landratsposten des neuen Salzlandkreises an. In der Stichwahl vom 6. Mai 2007 unterlag sie dem Kandidaten der SPD, Ulrich Gerstner.
Im Juni 2009 wurde sie von der CDU zur Direktkandidatin für den Bundestagswahlkreis Harz (Wahlkreis 69) nominiert. Bei der Bundestagswahl 2009 zog sie mit 33 % der Erststimmen als direkt gewählte Abgeordnete erstmals in den Deutschen Bundestag ein. 2013 wurde sie mit 46 % wiedergewählt, 2017 mit 36,4 %. 2021 konnte sie ihren Wahlkreis mit 27,7 % der Erststimmen erneut gewinnen.
Heike Brehmer war von 2009 bis 2014 ordentliches Mitglied und ist seitdem Stellvertretendes Mitglied im Ausschuss für Arbeit und Soziales des Deutschen Bundestages. Im Ausschuss für Tourismus war sie von 2014 bis 2017 Vorsitzende, seitdem ordentliches Mitglied. Zudem war sie stellvertretendes Mitglied im Ausschuss für Arbeit und Soziales sowie im Ausschuss für Umwelt, Naturschutz, nukleare Sicherheit und Verbraucherschutz.
Weiterhin war Brehmer stellvertretende Vorsitzende der Arbeitnehmergruppe der CDU/CSU-Fraktion im Deutschen Bundestag. Von 2013 bis 2021 war sie Vorsitzende der Landesgruppe Sachsen-Anhalt der CDU/CSU-Fraktion und von 2013 bis 2021 Mitglied im Ältestenrat des Deutschen Bundestages. Von Januar bis März 2018 hatte Brehmer den Vorsitz des Petitionsausschusses inne. Von März 2018 bis Dezember 2021 war sie Parlamentarische Geschäftsführerin der CDU/CSU-Bundestagsfraktion.
Bei der Bundestagswahl 2025 trat Brehmer nicht erneut an.
Seit 2009 war sie Beisitzerin und seit 2015 ist sie stellvertretende Vorsitzende im Bundesvorstand der Kommunalpolitischen Vereinigung der CDU (KPV). Seit 2010 ist Brehmer zudem stellvertretende Vorsitzende der CDU Sachsen-Anhalt.

## Familie
Brehmer ist römisch-katholischer Konfession, geschieden und hat zwei Kinder. Sie wohnt in Wernigerode.